# Гутман, Ринат
Ринат Гутман (ивр. רינת גוטמן‎, род. 1980, Нехалим) — израильская рэпер, певица и автор песен. Ринат — еврейка, по вероисповеданию ортодоксальная иудейка. Гутман — одна из первых религиозных женщин-рэперов в Израиле, она также выступала в Соединённых Штатах Америки, Англии и Индии; выступала с такими артистами, как Y-Love, Kosha Dillz и Roi Levi из Shotei Hanevuah. 

## Юные годы
Гутман родилась в 1980 году и выросла в мошаве Нехалим. Она происходит из семьи раввинов, наиболее известным из которых является её дедушка, бывший рош-ешива и депутат Кнессета раввин Йосеф Ба-Гад.
Мать Гутман отдала её на уроки игры на фортепиано, когда ей было шесть лет, и она начала сочинять мелодии в юном возрасте. Выросшая на хасидских исполнителях, таких как Авраам Фрид, Гутман познакомилась со светской музыкой, когда её родители, работавшие посланниками Еврейского агентства, перевезли семью в Канаду. На тот момент Ринат училась в средней школе. Она познакомилась с хип-хопом благодаря саундтреку к фильму 1995 года «Опасные умы». В свои двадцать с небольшим лет Гутман отошла от религиозных обрядов, хотя позже она стала баалат тшува.

## Карьера
Гутман начала свою карьеру как певица и автор песен, исполняя джаз и фолк, прежде чем перейти к хип-хопу и регги. Живя в Нью-Йорке, она выступала в местных джаз-клубах. Вернувшись в Израиль, она начала выступать на местном уровне с несколькими рэперами, переехавшими туда из США, и написала свою первую песню о своём кузене, погибшем в результате теракта во время Второй интифады, и исполнила её для своей семьи.
В конце 2009 года, во время визита в Англию, Гутман сотрудничала с Дэвидом Дэном, ямайским еврейским исполнителем регги, над песней Agas ("Груша"), на которую они также сняли музыкальный клип. Песня с текстами на иврите и английском языках описывает сложные романтические отношения.
В 2010 году она выступила на шестом ежегодном фестивале Jewlicious вместе с Матисьяху, Moshav, Rav Shmuel, Electro Morocco и Kosha Dillz.
После пятилетнего перерыва в творчестве Гутман вернулась в 2015 году с песней и видеоклипом Shirat Ha’asavim Hashotim («Песня сорняков»). Написанная вскоре после того, как местного ортодоксального раввина обвинили в сексуальных домогательствах, песня с чёрным юмором нападает на мужчин, облечённых властью, которые используют женщин в своих интересах. В видео Гутман играет девятерых персонажей, включая раввина, полицейского, певца, политика и их жертв. Песня была спродюсирована участниками группы Hatikva 6 Амитом Саги и Лиором Шульманом, последний из которых также читает рэп в песне, изображая мужчин, обладающих властью.
В апреле 2020 года Гутман опубликовала в Facebook и Instagram новую песню «Шират ха-Лехем» («Песня о хамеце»), текст которой описывает режим самоизоляции из-за COVID-19. В марте 2021 года Гутман поделилась в Instagram превью новой песни, пока не имеющей названия.

## Музыкальный стиль
Гутман исполняет хип-хоп с элементами регги и джаза. На неё оказали влияние такие исполнительницы, как Адель, Лорин Хилл, Арета Франклин, Корин Бэйли Рэй и Таня Стивенс. Тексты Гутман часто затрагивают её личную жизнь, выражают социальный протест, а иногда включают цитаты из Священного Писания.